# Енуфа
«Енуфа» (чеш. Jenůfa), или «Её па́дчерица» (чеш. Její pastorkyňa) — трёхактная опера чешского композитора Леоша Яначека на либретто, написанное Габриэлой Прейссовой (по мотивам собственной пьесы «Её падчерица»). Существуют две версии оперы. Постановка первой версии состоялась 21 января 1904 года в Народном театре города Брно. 

## История создания
После разочарования от провала своей первой оперы Леош Яначек углубился в комплексное исследование моравской народной музыки. 
Период написания третьей по счёту оперы (с 1896 по 1902 годы) совпал с болезнью дочери композитора, Олюшки. Согласно воспоминаниям его горничной Мары Стрекаловой, чем тяжелее было состояние больной Олюшки, тем она была сильнее очарована музыкой ожидаемой новой оперы её отца. И будучи очень чувствительным человеком, он вложил в своё произведение всю боль и страдания своей дочери, воплотившиеся в музыке в страдания Енуфы. И жёсткая деспотичная любовь сторожихи костёла, по его словам, есть отражение его собственного характера. После смерти дочери Яначек посвятил оперу её памяти.
Вплоть до конца 1970-х годов в театрах ставилась версия оперы, подготовленная Карелом Коваржовицем с целью приблизить новаторскую оркестровку Яначека к вкусам публики средней руки. Эта версия, будучи поставленной в Вене, принесла Яначеку успех и славу.

## Роли
| Роль                                                  | Голос         | Исполнитель на премьере 21 января 1904 года Дирижёр: Ц. М. Граздира |
| ----------------------------------------------------- | ------------- | ------------------------------------------------------------------- |
| Енуфа                                                 | сопрано       | Мария Кабелачова                                                    |
| Лаца Клемень                                          | тенор         | Алоиз Станек-Дубравский                                             |
| Штева Бурыйя                                          | тенор         | Богдан Прохачка                                                     |
| Сторожиха костёла                                     | сопрано       | Леопольдина Ханусова-Свободова                                      |
| Бабушка Бурыйя                                        | контральто    | Вера Пивонкова                                                      |
| Старик, мельник                                       | баритон       | Карел Бенычко                                                       |
| Староста                                              | бас           | Алоиз Пивонка                                                       |
| Жена старосты                                         | меццо-сопрано | Эмма Кучерова                                                       |
| Каролька, дочь старосты                               | меццо-сопрано | Ружена Касперова                                                    |
| Хор: солдаты, слуги, девушки, односельчане, музыканты |               |                                                                     |

## Сюжет
Время: XIX век
Место: Моравская деревня

### Акт I
Втайне от всех Енуфа ждёт ребёнка от Штевы. Только брак со Штевой может спасти её от позора. Приближается время призыва в армию для Штевы. Старый мельник сообщает радостную весть, что Штеву освободили от армии. Возвращаются солдаты, звучит хор, начинаются танцы. Сторожиха просит их вести себя пристойно. Она видит, что Штева пьян и говорит, что не позволит ему взять в жены Енуфу, если он не бросит пить в течение года. Енуфа в отчаянии, и бабушка утешает её. Енуфа умоляет Штеву спасти её от позора, он расхваливает её красоту, но глух к её словам. Окончательно опьянев, Штева засыпает. Возвращение Штевы не по душе Лаце Клеменю, сводному брату Штевы, который планировал сам жениться на Енуфе. Получив отказ Енуфы, он выходит из себя, когда она отвергает его, и наносит царапину ножом на её щеке.

### Акт II
Спустя полгода Енуфа втайне от односельчан живёт в доме своей матери. Она счастлива, что у неё есть ребёнок, хотя Штева ещё не пришёл навестить их. Пока Енуфа спит, сторожиха встречается со Штевой и требует, чтобы он взял на себя ответственность за ребёнка. Он отвечает, что пока будет заботиться о ребёнке и давать деньги, но не хочет, чтоб кто-то знал, что ребёнок от него. Он разлюбил Енуфу и в настоящее время собирается жениться на Карольке, дочери старосты. Ошарашив сторожиху этой новостью, Штева уходит.
Лаца ещё не знает правду о ребёнке, но когда сторожиха говорит ему, правду, у него возникает отвращение при мысли об усыновлении ребёнка от Штевы. Опасаясь, что Енуфа не сможет выйти замуж вовсе, сторожиха обманывает Лацу, поспешно заявляя, что ребёнок мёртв. Лаца уходит, а сторожиха сталкивается с необходимостью делать ложь истиной. Она обёртывает ребёнка в шаль и выходит из дома на речку.
Енуфа просыпается и произносит молитву о будущем своего ребёнка, но сторожиха, возвращаясь, говорит ей, что ребёнок умер, пока она спала. Лаца возвращается и нежно утешает Енуфу, предлагая ей прожить всю оставшуюся жизнь вместе. Увидев их вместе, сторожиха пытается убедить себя, что поступила с ребёнком правильно.
Но вдруг от сильного порыва ветра раскрывается окно и это вселяет в сторожиху смертельный ужас.

### Акт III
Наступает весна. День свадьбы Лацы и Енуфы назначен. Все в радостном предчувствии, лишь сторожиха на грани нервного срыва. Приходят с визитом Староста с женой и Штева с Каролькой. Хор деревенских девушек поёт свадебную песню. Именно в этот момент раздаются крики. Под тающим льдом обнаружили тело ребёнка. Енуфа немедленно говорит, что это её ребёнок и обвиняет себя в убийстве. Деревня требует немедленного суда над Енуфой, но сторожиха успокаивает односельчан и сознаётся в том, что ребёнка утопила сама. Услышав её рассказ, Енуфа прощает мачеху. Сторожиху сажают в тюрьму. Каролька прогоняет Штеву, а Енуфа и Лаца остаются вместе.

## Музыка
Ещё в 1895 году Яначек написал оркестровую пьесу, которую предполагал использовать в качестве прелюдии к «Енуфе», однако, довольно скоро осознал, что музыкально она не сочетается с остальными частями оперы. Эта неудавшаяся прелюдия получила статус отдельной оркестровой пьесы под названием Žárlivost («Ревность»; JW VI/10) и начиная с 1906 года функционирует в качестве отдельного симфонического произведения.